# 신여량 상가교서
신여량 상가교서(申汝樑 賞加敎書)는 광주광역시 북구 매곡동, 국립광주박물관에 있는 조선시대의 국왕문서이다. 2017년 5월 8일 대한민국의 보물 제1937호로 지정되었다.

## 개요
이 문서는 1604년에 선조가 신여량(申汝樑)이 세운 전공을 평가하고 그에 대한 포상으로 정삼품 당상관인 절충장군(折衝將軍)에서 종2품 가선대부(嘉善大夫)로 자급을 승진시키면서 내린 상가교서(賞加敎書)이다. 이 상가교서는 이순신과 함께 전투에서 세운 전공을 평가하여 발급한 교서라는 점과, 공신교서의 경우 18세기에 발급한 건까지 국가문화재로 지정하고 있는데 비추어 충분히 국가문화재로 지정․보존할 가치가 있다고 생각된다.

## 참고 자료
- 신여량 상가교서 - 국가유산청 국가유산포털